# 趙岸
趙岸（1549年—？），字登之，號纯斋，陝西西安府盩厔縣人，軍籍，明朝政治人物。

## 生平
萬曆四年（1576年）丙子科陝西鄉試第二十九名，萬曆八年（1580年）庚辰科會試第二百六十一名，登三甲第二百一十三名進士。都察院觀政，九年授临晋知县，丁憂歸，卒。

## 家族
曾祖趙義；祖父趙鶴，贈府同知；父趙廷琛。母楊氏；繼母李氏。